# Dik Evans

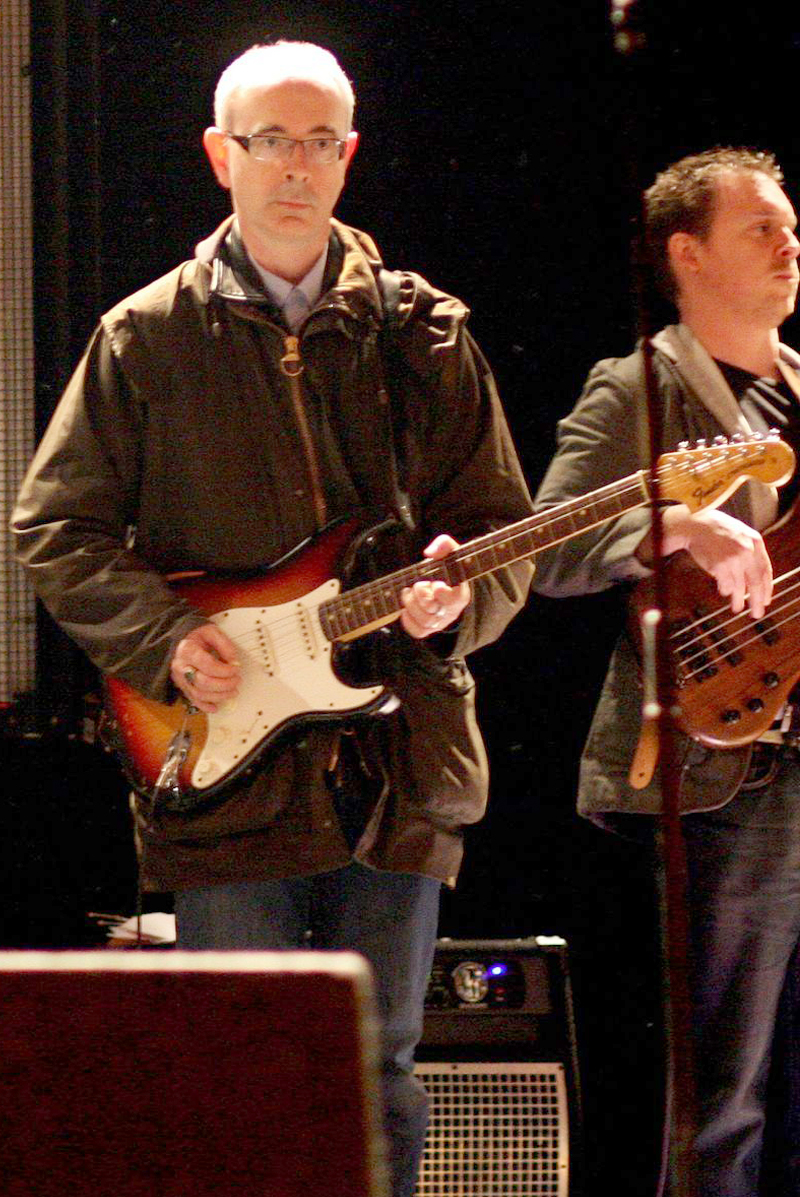
Dik Evans in 2011

Richard "Dik" ("Dick") Evans is een Ierse gitarist. Hij is de broer van The Edge (David Howell Evans), de gitarist van de Ierse band U2

## Biografie
Dik Evans speelde gitaar in Feedback en later The Hype, eerdere namen van een band die later U2 zou worden. Het begon gaandeweg steeds duidelijker te worden dat de band beter werkte als kwartet. Dik Evans was ouder dan de andere bandleden en had bovendien minder tijd om bij repetities en optredens te zijn vanwege zijn studie. In de periode dat The Hype, een band die voornamelijk covers speelde, veranderde in U2, een band die optrad met eigen nummers, verdween Dik Evans uit de band. Tijdens het laatste optreden waarin Dik Evans meespeelde stond de band twee keer op het programma: een keer – voor het laatst – als The Hype, waarbij de band inclusief Dik covers speelde, en een keer als U2, waarbij de overgebleven vier bandleden eigen nummers ten gehore brachten.
Later maakte Dik Evans nog deel uit van The Virgin Prunes (opgericht door vrienden van Bono) en The Screech Owls.